# 阿蒂尼
阿蒂尼（法語：Attigny，法語發音：[atiɲi] ⓘ），法国东北部市镇，位于大东部大区阿登省，隶属于武济耶区，其市镇面积为11.46平方公里，2022年1月1日时人口数量为1,106人，在法国城市中排名第9,108位。
阿蒂尼位于阿登省南部，埃纳河畔，是一个区域性的中心城市，多条公路在此交汇。法国文学家安德烈·多泰尔出生于阿蒂尼。

## 地名来源
“Attigny”一名可能出自人名“Attinius”，其生平尚有待考证。法国东北部的孚日省亦有同名市镇。

## 历史

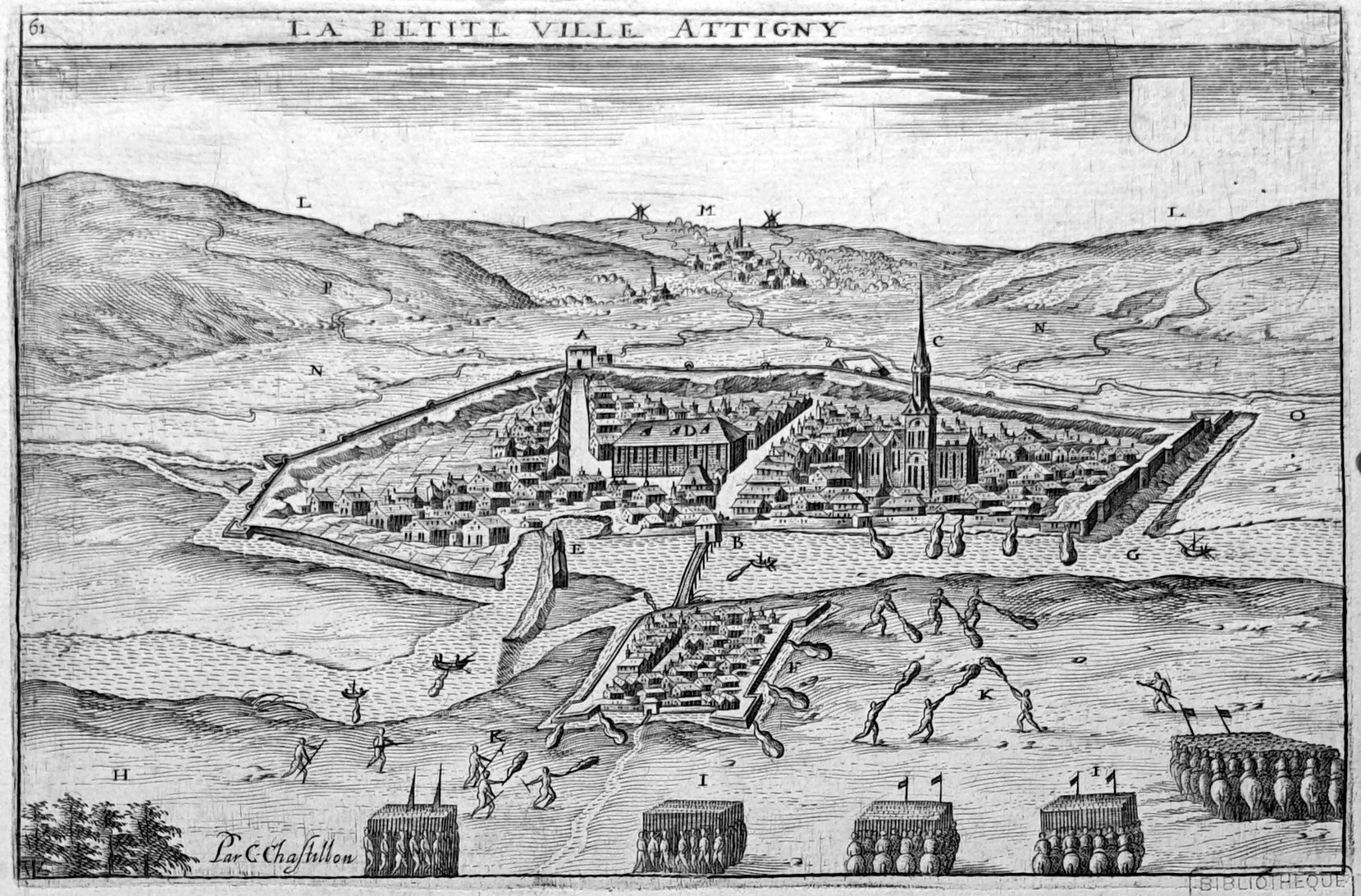
16世纪末的阿蒂尼

阿蒂尼的早期历史尚不清楚，古罗马时期一条沿埃纳河的道路可能由此通过。公元7世纪时，阿蒂尼被圣艾尼昂修道院道士继承，他于公元638年将该地转让给了克洛维二世以获得奥尔良附近的一片土地，此后阿蒂尼长期成为法兰克王室领土。中世纪初，阿蒂尼附近曾一度被开辟为葡萄酒种植园，当地亦出现了一处庄园。中世纪中期，阿蒂尼多次遭遇维京人及阿尔比恩人的攻占，公元880年普罗旺斯的博索在此展开阿蒂尼战役以谋求其公国的独立。阿蒂尼庄园于公元10世纪时在一场战乱中被毁。中世纪中后期，阿蒂尼成为香槟伯国的一部分。宗教战争期间，在沙蒂永伯爵的支持下，阿蒂尼兴建了一处防御城墙，但在此后的战争中再次被毁。法国大革命后，阿蒂尼成为阿登省的一个市镇。1873年，途径阿蒂尼的阿马涅-吕基—勒维尼铁路建成通车，当地曾出现一处奶制品加工厂。阿蒂尼在两次世界大战中均遭到严重破坏。战后，阿蒂尼获得由法国政府颁发了战争勋章，但当地一些工厂和建筑在战后并未能得到重建，阿马涅-吕基—勒维尼铁路亦于1972年废弃，部分路段被当地民间收购用于开行旅游列车。

## 地理

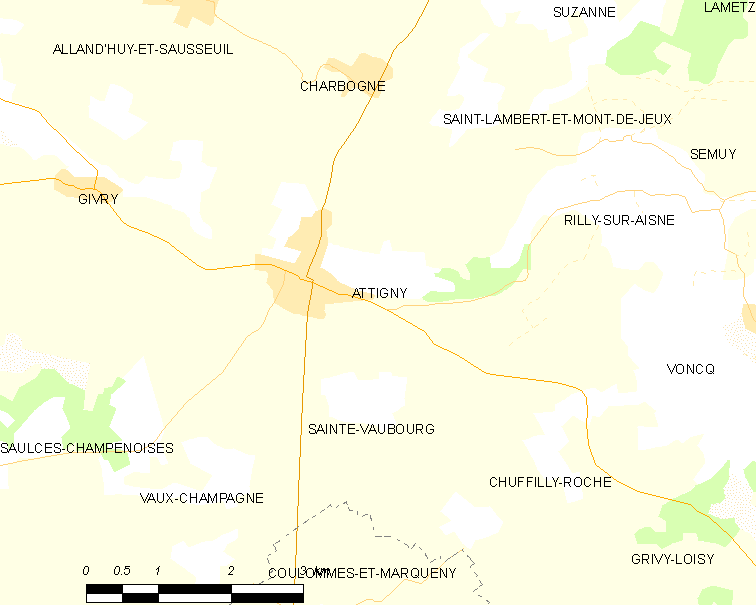
阿蒂尼市镇范围地图

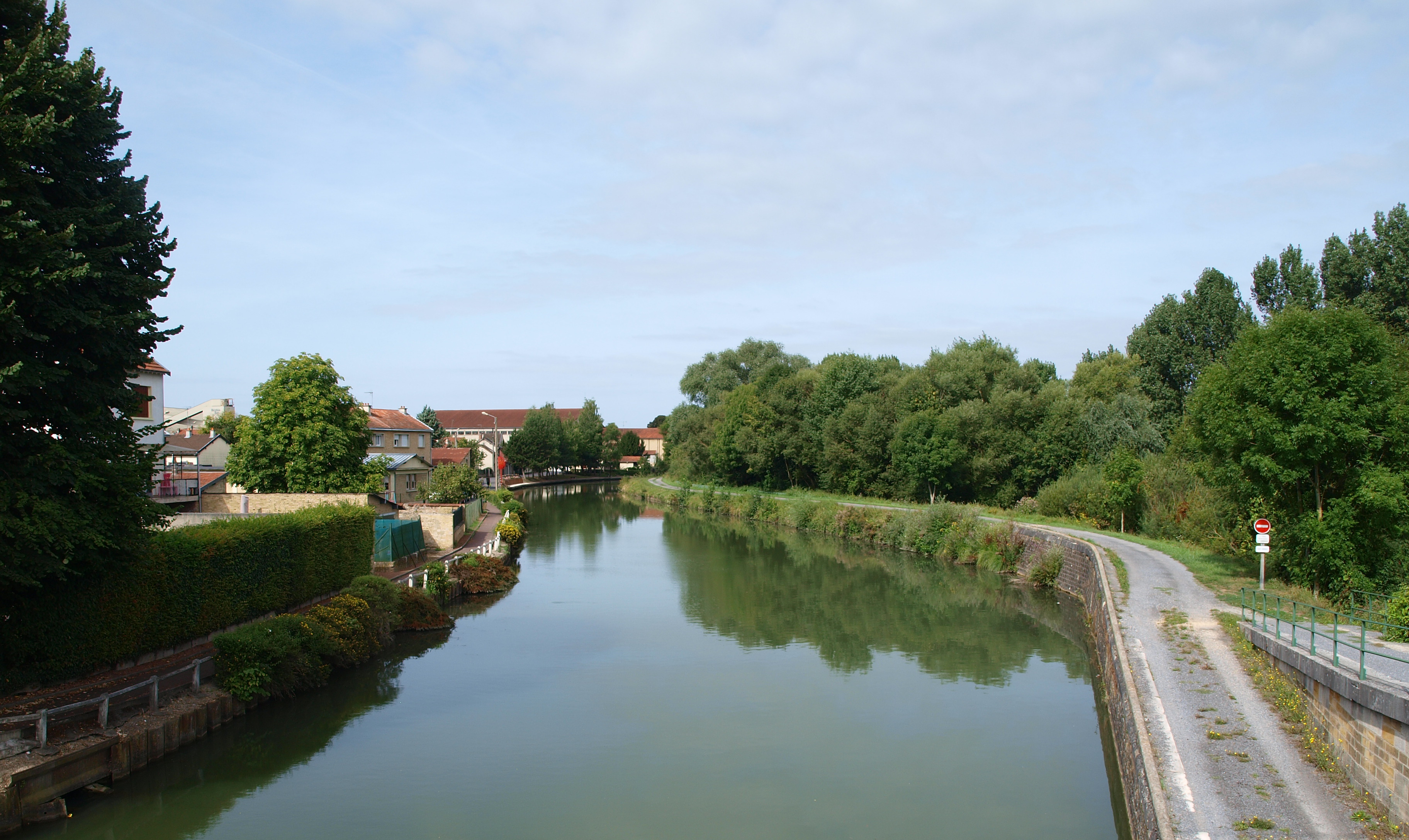
阿蒂尼境内的阿登运河

阿蒂尼位于法国东北部，大东部大区西北部和阿登省南部，距离省会沙勒维尔-梅济耶尔大约39公里。与阿蒂尼接壤的市镇包括：沙尔博涅、圣朗贝尔和蒙德热、埃纳河畔里利、日夫里、沃香槟、翁克、圣沃堡和许菲利罗什。

### 地形
阿蒂尼位于香槟平原北部，境内以平原为主，市镇中心地势较为平坦，周边部分区域略有起伏，全境海拔在77到133米之间。

### 水文
阿蒂尼位于塞纳河流域范围内，其右岸二级支流埃纳河自东向西流经镇中心；人工开凿的阿登运河则从埃纳河左岸与之平行经过阿蒂尼，该河可供小型船只通过。

### 植被
阿蒂尼属于温带阔叶混交林区，林地多分布于河流附近。
在鲜花城市的评比中，阿蒂尼被评为1星级鲜花城市。

### 气候
阿蒂尼在柯本气候分类法中属于带有大陆性特征的温带海洋性气候（Cfb）。
距离阿蒂尼最近的常年气象站位于武济耶境内，以下为该气象站的数据（其中日照数据取自兰斯气象站）：
| 武济耶 1981年－2010年 | 武济耶 1981年－2010年 | 武济耶 1981年－2010年 | 武济耶 1981年－2010年 | 武济耶 1981年－2010年 | 武济耶 1981年－2010年 | 武济耶 1981年－2010年 | 武济耶 1981年－2010年 | 武济耶 1981年－2010年 | 武济耶 1981年－2010年 | 武济耶 1981年－2010年 | 武济耶 1981年－2010年 | 武济耶 1981年－2010年 | 武济耶 1981年－2010年 |
| 月份                  | 1月                   | 2月                   | 3月                   | 4月                   | 5月                   | 6月                   | 7月                   | 8月                   | 9月                   | 10月                  | 11月                  | 12月                  | 全年                  |
| --------------------- | --------------------- | --------------------- | --------------------- | --------------------- | --------------------- | --------------------- | --------------------- | --------------------- | --------------------- | --------------------- | --------------------- | --------------------- | --------------------- |
| 历史最高温 °C（°F）   | 17 (63)               | 18 (64)               | 23.2 (73.8)           | 29.5 (85.1)           | 32.8 (91.0)           | 36.5 (97.7)           | 38 (100)              | 39.2 (102.6)          | 32.2 (90.0)           | 28.1 (82.6)           | 20.3 (68.5)           | 16.5 (61.7)           | 39.2 (102.6)          |
| 平均高温 °C（°F）     | 5.8 (42.4)            | 7.5 (45.5)            | 11.7 (53.1)           | 15.5 (59.9)           | 20 (68)               | 22.8 (73.0)           | 25.2 (77.4)           | 24.9 (76.8)           | 20.8 (69.4)           | 16.1 (61.0)           | 9.6 (49.3)            | 6.4 (43.5)            | 15.5 (59.9)           |
| 日均气温 °C（°F）     | 2.9 (37.2)            | 3.7 (38.7)            | 7 (45)                | 9.9 (49.8)            | 14.3 (57.7)           | 17 (63)               | 19.1 (66.4)           | 18.8 (65.8)           | 15.2 (59.4)           | 11.6 (52.9)           | 6.3 (43.3)            | 3.7 (38.7)            | 10.8 (51.4)           |
| 平均低温 °C（°F）     | 0 (32)                | −0.1 (31.8)           | 2.3 (36.1)            | 4.3 (39.7)            | 8.6 (47.5)            | 11.2 (52.2)           | 13.1 (55.6)           | 12.7 (54.9)           | 9.5 (49.1)            | 7 (45)                | 3 (37)                | 0.9 (33.6)            | 6 (43)                |
| 历史最低温 °C（°F）   | −19.5 (−3.1)          | −14 (7)               | −10 (14)              | −5.1 (22.8)           | −3.3 (26.1)           | 1.2 (34.2)            | 5 (41)                | 3.8 (38.8)            | 1 (34)                | −4.7 (23.5)           | −10.1 (13.8)          | −13.7 (7.3)           | −19.5 (−3.1)          |
| 平均降水量 mm（）     | 67.8 (2.67)           | 57.5 (2.26)           | 68.9 (2.71)           | 58 (2.3)              | 66.6 (2.62)           | 63.5 (2.50)           | 68.4 (2.69)           | 73.9 (2.91)           | 63.3 (2.49)           | 72.1 (2.84)           | 68.1 (2.68)           | 81.5 (3.21)           | 809.6 (31.87)         |
| 月均日照時數          | 59.7                  | 83.6                  | 124.6                 | 173                   | 202.8                 | 212.1                 | 229.5                 | 215.7                 | 160.6                 | 114.9                 | 70.8                  | 47.9                  | 1,695.2               |
| 来源：infoclimat.fr   |                       |                       |                       |                       |                       |                       |                       |                       |                       |                       |                       |                       |                       |

## 行政区划
阿蒂尼的市镇编号为08025，邮政编号为08130。
在行政管理方面，阿蒂尼隶属于法国大东部大区阿登省武济耶区；在地方选举方面，阿蒂尼是阿蒂尼县的中央投票站所在地，其市镇范围全境被划入阿登省第三选区；在社会管理方面，阿蒂尼是前阿登山脊市镇公共社区的组成部分。
截至2023年8月，阿蒂尼市镇范围内暂无任何城市敏感街区以及城市政策优先街区。
法国国家统计与经济研究所（简称）在进行数据统计时，未将阿蒂尼划入任何城市核心区（Unité urbaine）、城市区（Aire urbaine）以及城市辐射区（Aire d'attraction）内。此外，还将阿蒂尼市镇整体看作一个“块区”（IRIS），以便于统计人口分布情况。

## 交通

### 公路
阿登省省道D25线、D33线、D983线和D987线在阿蒂尼境内交汇。大东部大区下属的阿登省城际客运定制巴士05线经过阿蒂尼。
| 18 | 19 |

| 13 | 20 |

| 沙勒维尔-梅济耶尔 | 36 |

| 普瓦-泰龙 | 21 |

| 色当 | 47 |

| 勒泰勒 | 19 |

| 香槟沙隆 | 65 |

| 武济耶 | 14 |

2019年，73%的阿蒂尼家庭拥有至少一辆私人汽车。2018年，阿蒂尼境内共发生各类交通事故2起，造成2人重伤。

### 铁路

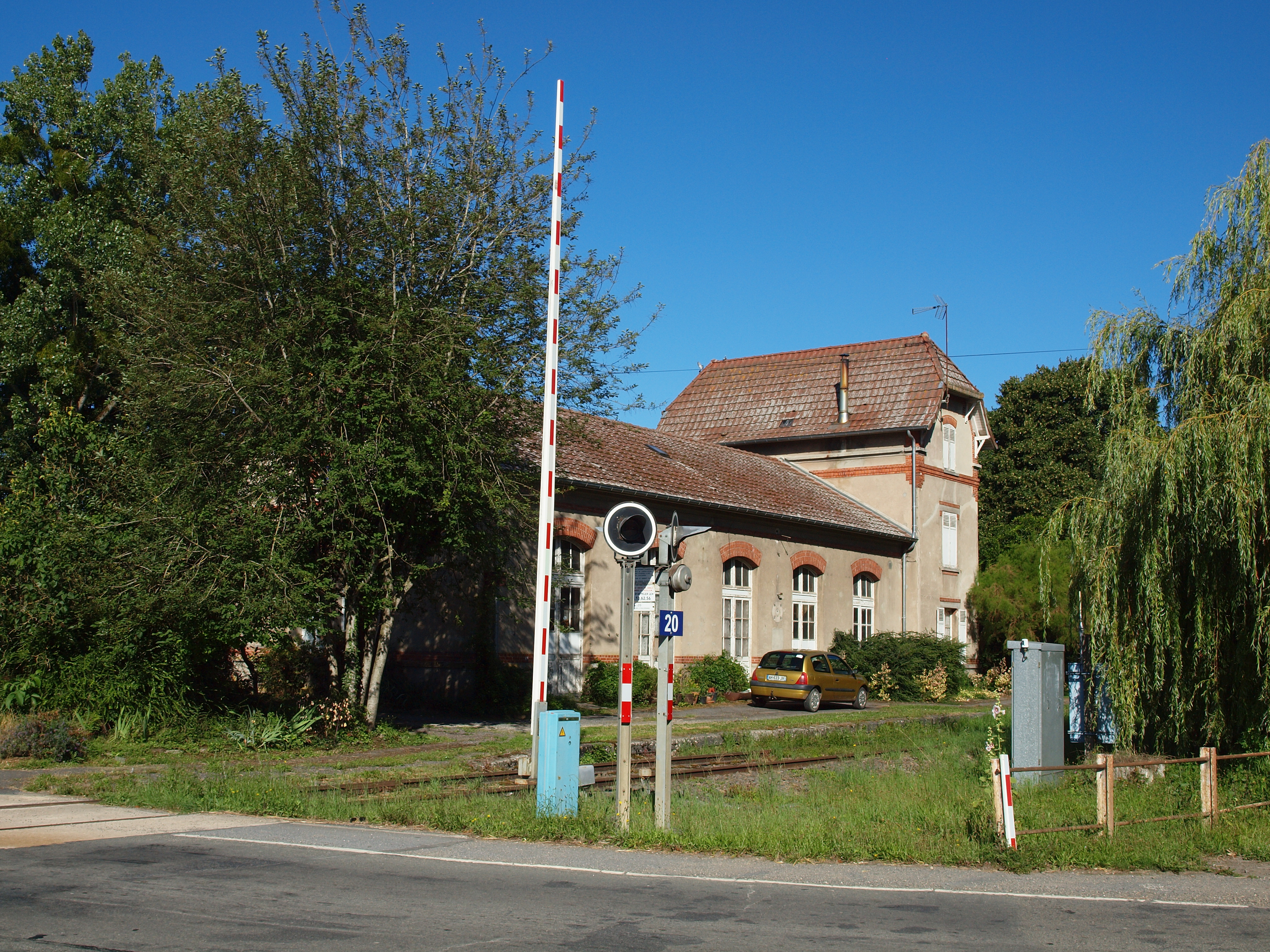
市区北部的铁路道口

阿蒂尼位于阿马涅-吕基—勒维尼铁路上，该铁路已停止商业服务。
距离阿蒂尼最近的运营中的客运铁路车站为10公里外的阿马涅-吕基站，该站停靠往返于兰斯和沙勒维尔-梅济耶尔之间的区域列车，部分班次可直达色当。

### 航空
距离阿蒂尼最近的民用航空站为91公里外的巴黎-瓦特里机场。

### 城市公共交通
截至2023年8月，阿蒂尼暂无城市公共交通系统。

## 政治

### 市政内阁

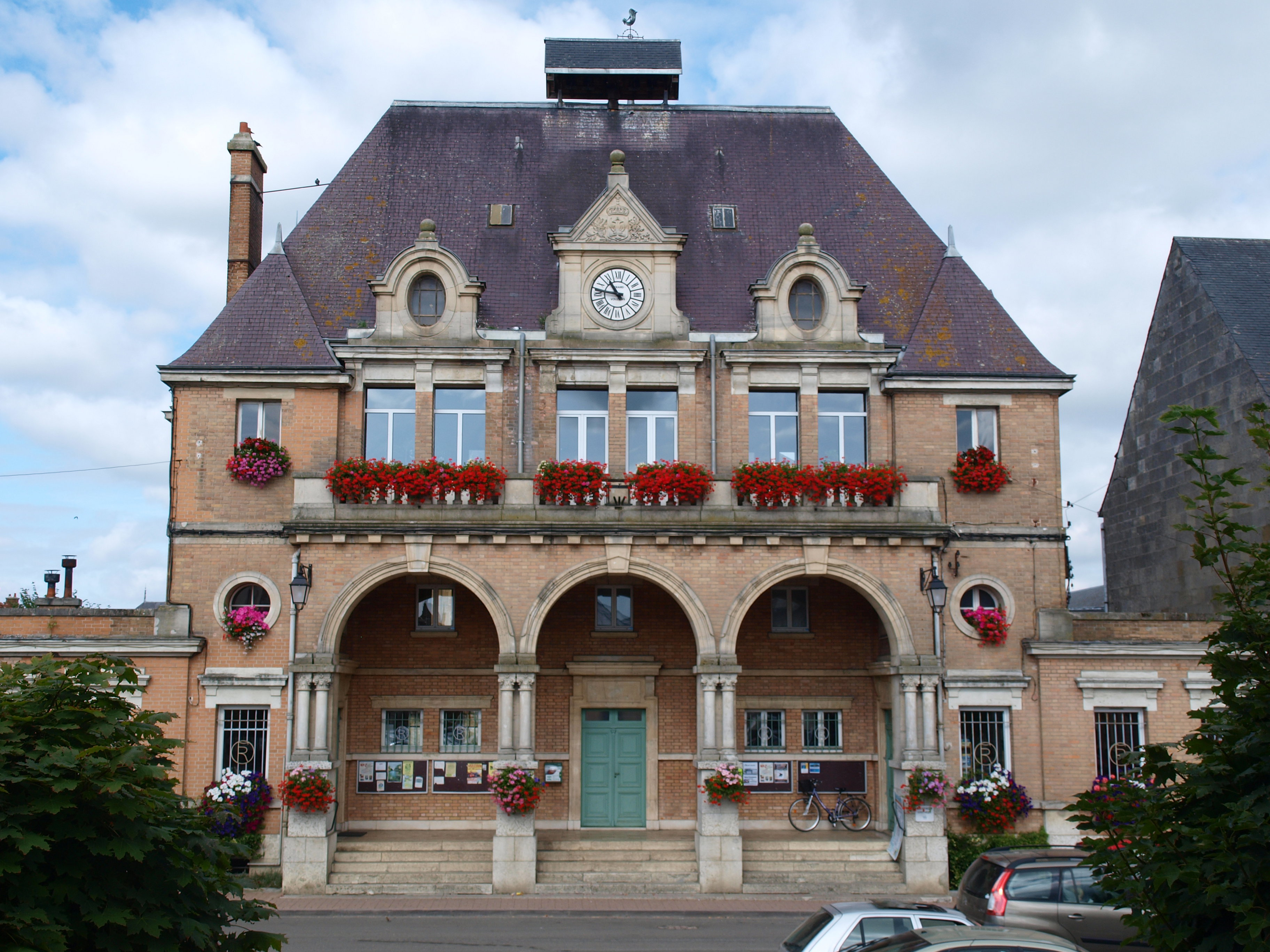
阿蒂尼市政厅

阿蒂尼的现任市长为尚塔尔·昂列特女士（Chantal HENRIET），她是一名右翼无党派人士，在2020年的市政选举中获得了60.59%的支持率。
| 阿蒂尼历届市长         | 阿蒂尼历届市长                   | 阿蒂尼历届市长            |
| 任期                   | 市长                             | 党派                      |
| ---------------------- | -------------------------------- | ------------------------- |
| （1989年以前资料暂缺） |                                  |                           |
| 1989年－2006年         | Michel BAZELAIRE 米歇尔·巴兹莱尔 | UDF法国民主联盟           |
| 2006年－2017年         | Noël BOURGEOIS 诺埃尔·布尔茹瓦   | UMP人民运动联盟 →LR共和黨 |
| 2017年－2020年         | André MELIN 安德烈·默兰          | DVD右翼无党派人士         |
| 2020年－               | Chantal HENRIET 尚塔尔·昂列特    | DVD右翼无党派人士         |

### 各级选举
| 阿蒂尼历届投票选举结果 | 阿蒂尼历届投票选举结果 | 阿蒂尼历届投票选举结果 | 阿蒂尼历届投票选举结果            | 阿蒂尼历届投票选举结果            | 阿蒂尼历届投票选举结果 | 阿蒂尼历届投票选举结果 | 阿蒂尼历届投票选举结果 | 阿蒂尼历届投票选举结果 | 阿蒂尼历届投票选举结果 |
| 选举项目               | 选举范围               | 选区单位               | 选区单位内的选举结果              | 选区单位内的选举结果              | 选区单位内的选举结果   | 选区单位内的选举结果   | 选区单位内的选举结果   | 选区单位内的选举结果   | 参考资料               |
| 选举项目               | 选举范围               | 选区单位               | 第一轮胜出者                      | 第一轮胜出者                      | 支持率                 | 第二轮胜出者           | 第二轮胜出者           | 支持率                 | 参考资料               |
| ---------------------- | ---------------------- | ---------------------- | --------------------------------- | --------------------------------- | ---------------------- | ---------------------- | ---------------------- | ---------------------- | ---------------------- |
| 2017年法國總統選舉     | 法國                   | 市镇                   |                                   | 玛丽娜·勒庞                       | 37.83%                 |                        | 玛丽娜·勒庞            | 56.04%                 | [ 19 ]                 |
| 2017年法国立法选举     | 阿登省第三选区         | 市镇                   |                                   | 让-吕克·瓦尔斯曼                  | 44.33%                 |                        | 让-吕克·瓦尔斯曼       | 69.5%                  | [ 19 ]                 |
| 2019年欧洲议会选举     | 法國                   | 市镇                   |                                   | 若尔当·巴尔代拉                   | 41.69%                 | （不适用）             | （不适用）             | （不适用）             | [ 21 ]                 |
| 2021年法国省级选举     |                        | 县                     |                                   | 多米妮克·阿努尔德 诺埃尔·布尔茹瓦 | 63.58%                 | （不适用）             | （不适用）             | （不适用）             | [ 22 ]                 |
| 2021年法国省级选举     | 市镇                   |                        | 多米妮克·阿努尔德 诺埃尔·布尔茹瓦 | 75.17%                            | （不适用）             | （不适用）             | （不适用）             |                        | [ 22 ]                 |
| 2021年法国大区选举     | 大東部大區             | 市镇                   |                                   | 让·罗特纳                         | 52.82%                 |                        | 让·罗特纳              | 62.65%                 | [ 23 ]                 |
| 2022年法国总统选举     | 法國                   | 市镇                   |                                   | 玛丽娜·勒庞                       | 40.79%                 |                        | 玛丽娜·勒庞            | 60.93%                 | [ 19 ]                 |
| 2022年法国立法选举     | 阿登省第三选区         | 市镇                   |                                   | 让-吕克·瓦尔斯曼                  | 49.8%                  |                        | 让-吕克·瓦尔斯曼       | 68.61%                 | [ 19 ]                 |

## 人口
2020年，阿蒂尼市镇人口数量为1,112，在法国排名第9,108位。其中男性555人，女性564人，75岁及以上人口占10.1%，外籍人口数量为9人，人口密度为97人/平方公里，当地居民被称为（男性）或（女性）。2020年，阿蒂尼境内出生7人，死亡人口20人。
| 阿蒂尼1901年－2020年人口变化情况 |
|                                  |
| 数据来源：Cassini、INSEE         |

## 经济
阿蒂尼是一个区域性的中心市镇。截至2023年8月，阿蒂尼市镇范围内共有各类用人单位（包含自雇）197家，平均历史为23年，均为中小型企业（PME），2023年6月至8月间，当地的经济活力指数为-0.51%。（农副产品）、（工程设计）及（清洁卫生服务）是当地2021年营业额最高的三个企业，分别为10,913,395欧元、678,827欧元和254,655欧元。

## 财政与居民收入
2021年，阿蒂尼的财政收入总额为816,680欧元，财政支出总额为800,690欧元，当年的债务总额为256,710欧元。2021年，阿蒂尼市镇通过增值税获得5,100欧元的收入，此外当地还共获得了3,160欧元的国家直接财政补助。
2019年，阿蒂尼的人均月收入总额为1,621欧元，低于法国平均水平（2,303欧元）。
2019年，阿蒂尼境内的青壮年（15至64岁）失业率为14.4%；当地34.6%的家庭拥有纳税资格，平均纳税1,690欧元，低于法国平均水平（4,393欧元）。

## 社会事务

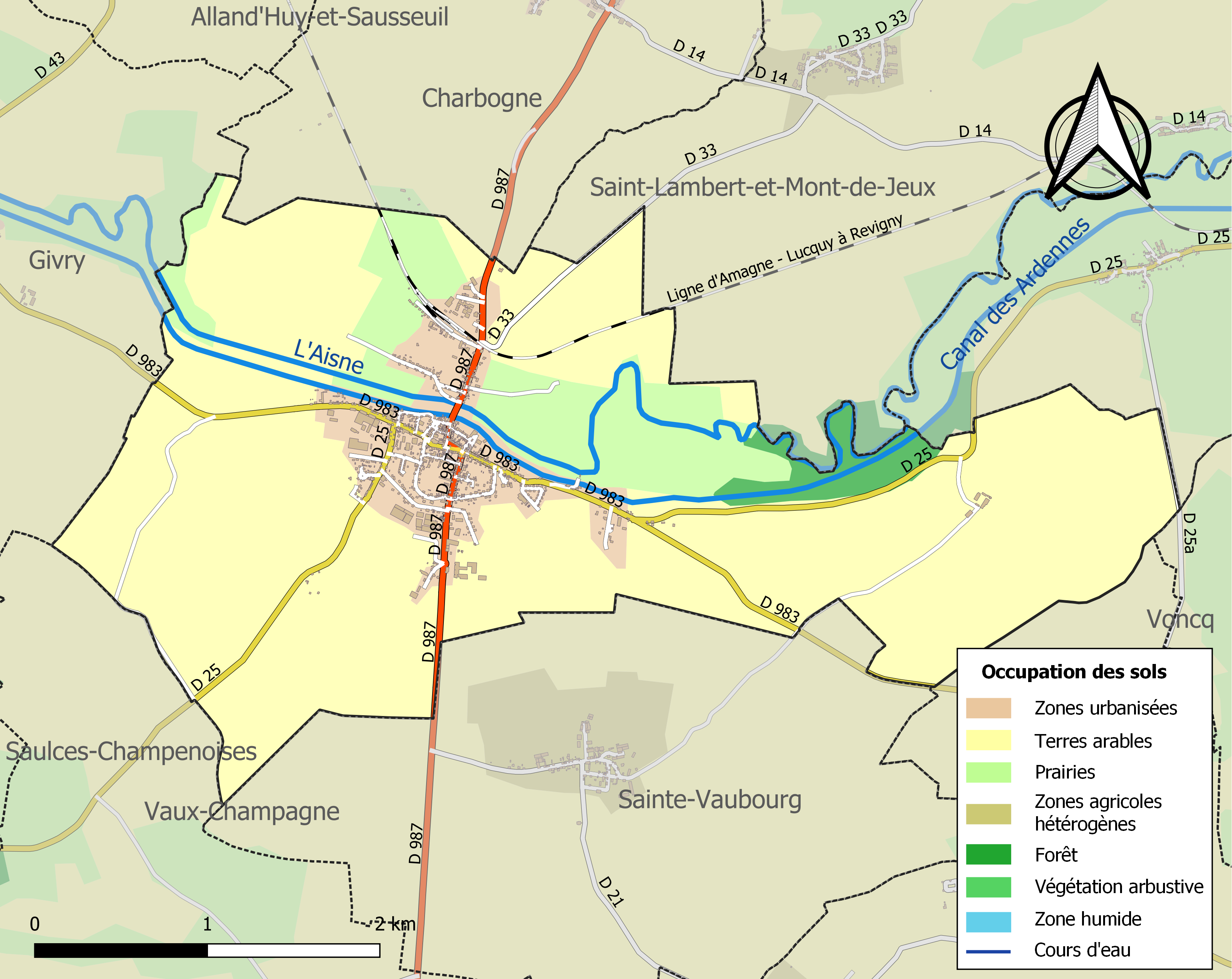
阿蒂尼土地利用情况地图

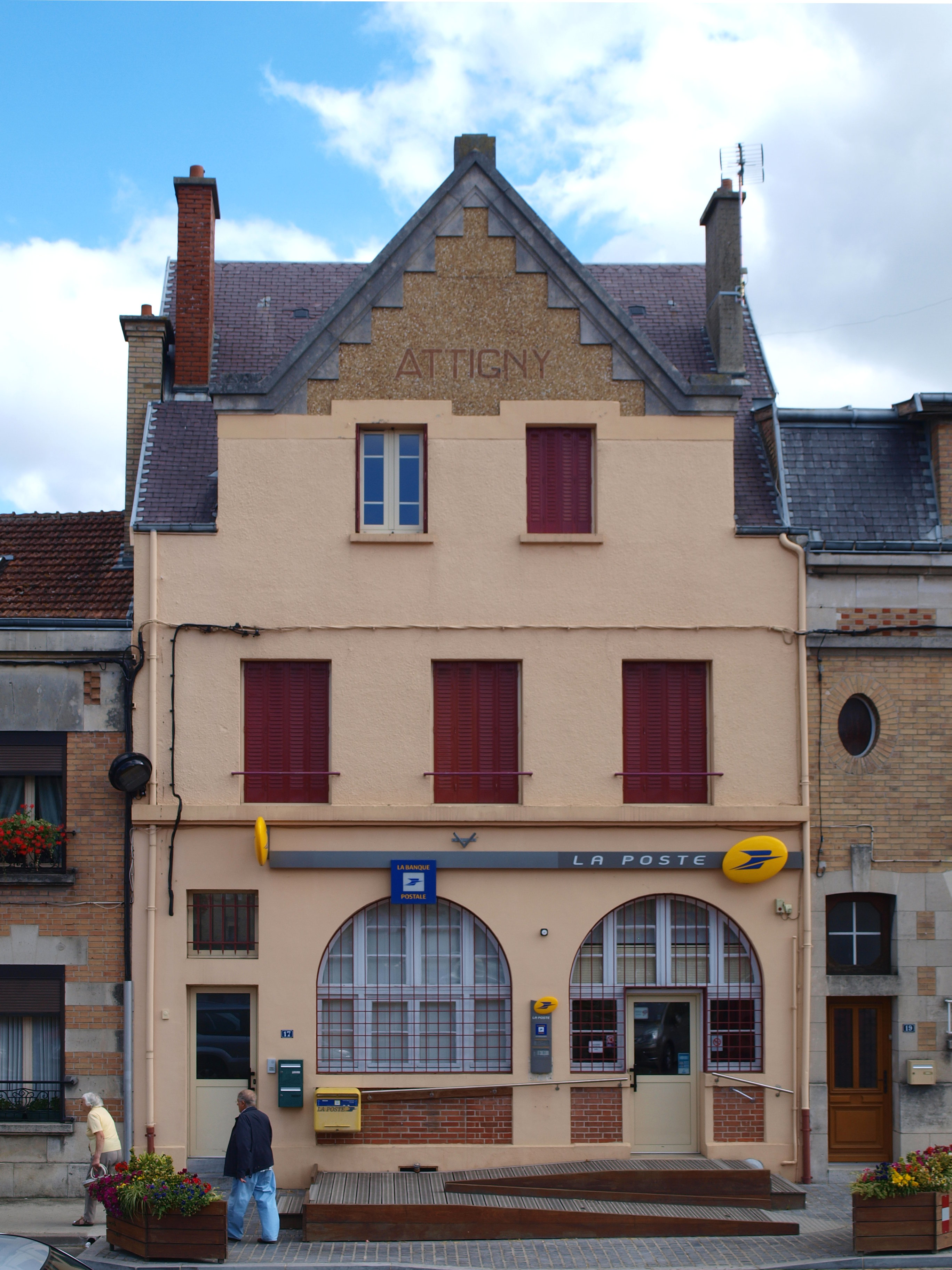
邮局大楼

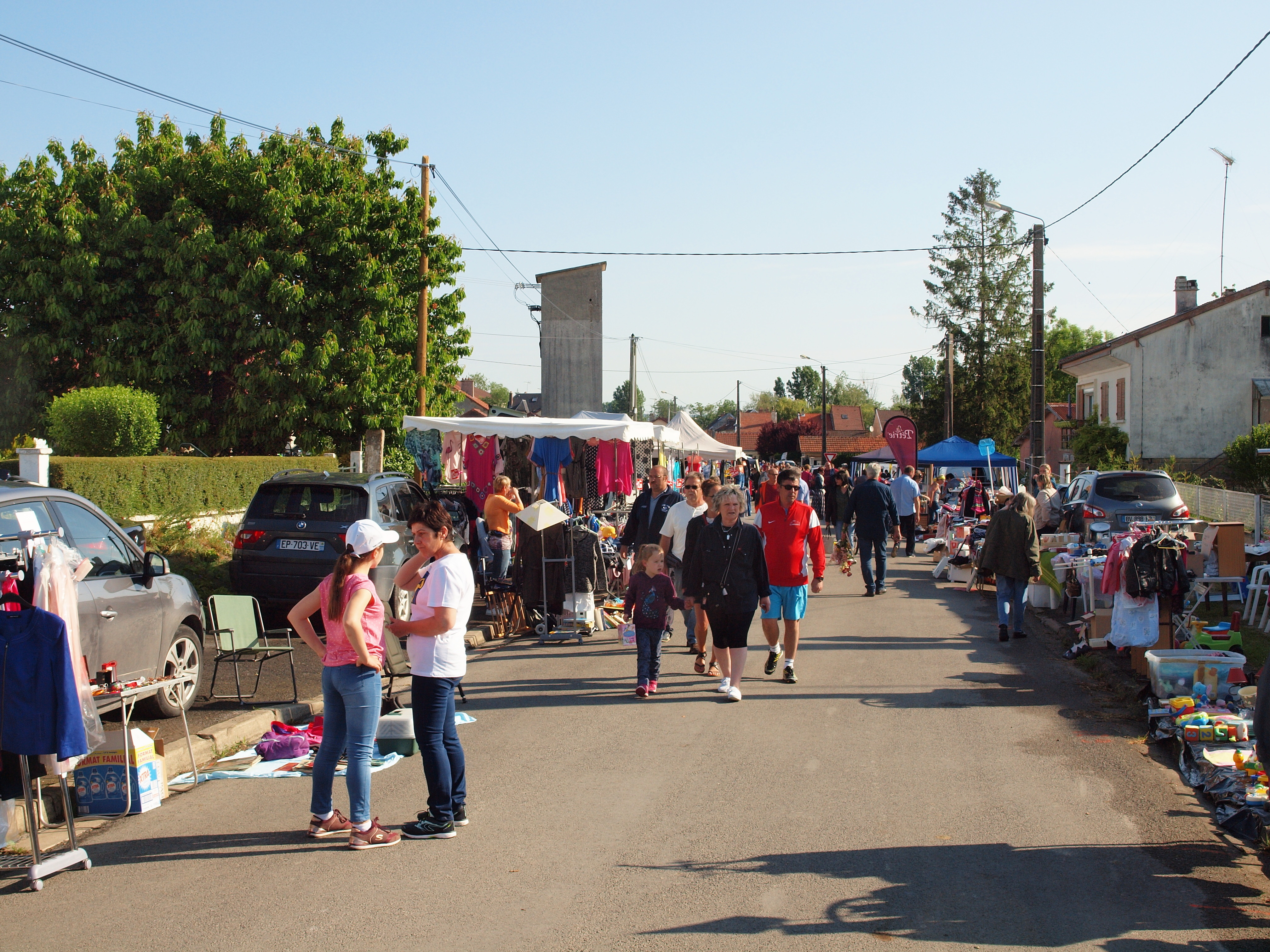
街头露天集市

### 教育
阿蒂尼属于兰斯学区。截至2021年1月1日，阿蒂尼境内共有1所小学和1所初级中学。2021至2022学年度，阿蒂尼境内共有在校中等教育阶段学生308名。

### 医疗
截至2021年1月1日，阿蒂尼境内共有全科医生4名、保健师2名、牙医1名和护士7名。境内共有药房1家、残疾人帮扶中心2家。
距离阿蒂尼最近的区域性医疗机构为南部阿登省医疗集团（Groupe Hospitalier Sud Ardennes），该机构下属的勒泰勒病区距离阿蒂尼市区的正常车程大约20分钟，该院设有床位95个，是当地规模最大的公立综合性医院。

### 住房
2019年，阿蒂尼境内共有各类住房607套，其中85.2%为独立式居民区，13.0%为集中式居民区。常住房屋占阿蒂尼市镇范围内居民建筑总量的84.8%。
在住房保障政策方面，2021年，阿蒂尼境内共有126户家庭获得了住房经济补助，受益人数占总人口数量的11.3%，其中119份为房租补助。

### 商业
2021年，阿蒂尼境内共有各类实体商铺36家，其中餐厅3家、大型超市1家、面包房2家、肉铺1家、书店1家、美容美发店3家、汽车维修店6家。阿蒂尼镇中心建有一家家乐福便民超市。

### 体育
2021年，阿蒂尼境内共有1间体育馆、1处网球场以及1处足球或橄榄球场。
截至2023年8月，阿蒂尼体育未来（Avenir Sportif d'Attigny，编号517479）是阿蒂尼境内唯一的一家注册足球俱乐部，其主队2023至2024赛季参加阿登省足球联赛乙组（法国第十级别），其主场为圣米歇尔球场（Stade Saint-Michel）。
2003年环法自行车赛经过阿蒂尼。

### 环境
阿蒂尼的环境事务由其所属的前阿登山脊市镇公共社区联合各级政府协调负责。2021年，阿蒂尼境内共有1家污染企业。

### 治安
2021年，阿蒂尼市镇范围内有1处宪兵队。
阿蒂尼及其附近的共118个市镇是武济耶国家宪兵队（zone gendarmerie de Vouziers）的管辖范围。2020年，该宪兵队累计记录各类案件691起，其中盗窃类案件351起，经济类案件97起，毒品交易类案件34起。

## 文化

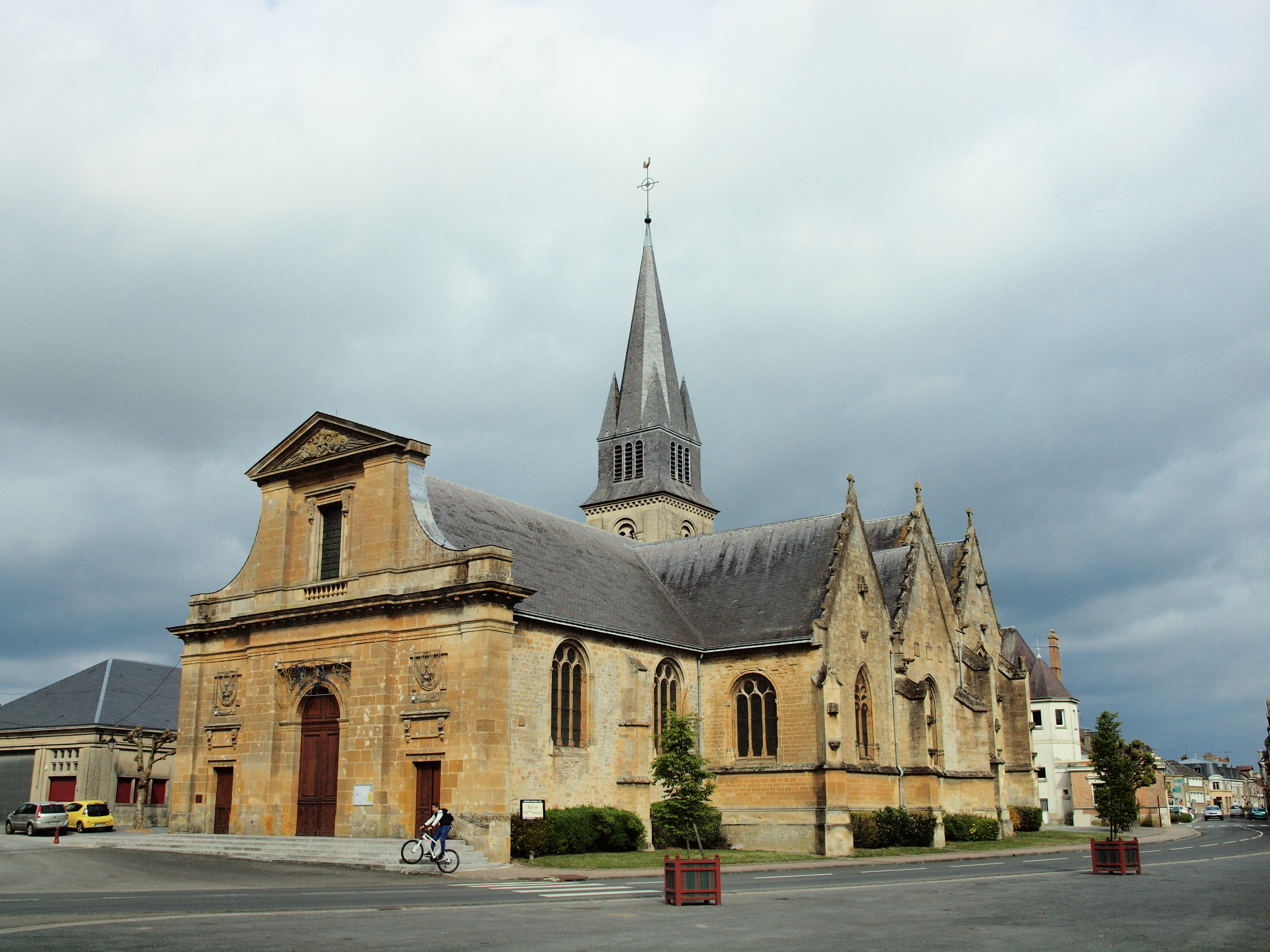
圣母教堂

2021年，阿蒂尼境内暂无任何文化设施。阿蒂尼境内建有安德烈·多泰尔多媒体中心（Médiathèque André Dhôtel），每周二、三、四、六向公众开放。

### 建筑
阿蒂尼境内有多处历史建筑，其中圣母教堂、查理曼宫等为法国国家文物保护单位，阿蒂尼西部的一处草仓是当地的地标性建筑物。

### 旅游
阿蒂尼的旅游事务由其所属的前阿登山脊市镇公共社区负责。2022年，阿蒂尼境内共有1家酒店共计6间房间；另有1个露营地，可容纳共68辆露营车。

### 媒体
法国主要的媒体均可在阿蒂尼接收，法国电视三台下属的大东部大区频道在部分时段播出阿蒂尼所在阿登省的地方新闻。蓝色法兰西香槟-阿登广播、香槟电台、《联合报》、《阿登省人报》（L'Ardennais）等是当地主要的地方性媒体。

## 相关人物
法国文学家安德烈·多泰尔和工程师让-巴蒂斯特·德戈勒出生于阿蒂尼。法兰克国王希尔佩里克二世逝世于阿蒂尼。

## 友好城市
截至2023年8月，阿蒂尼暂未建立任何友好城市关系。